# 조지호 (뉴욕주)

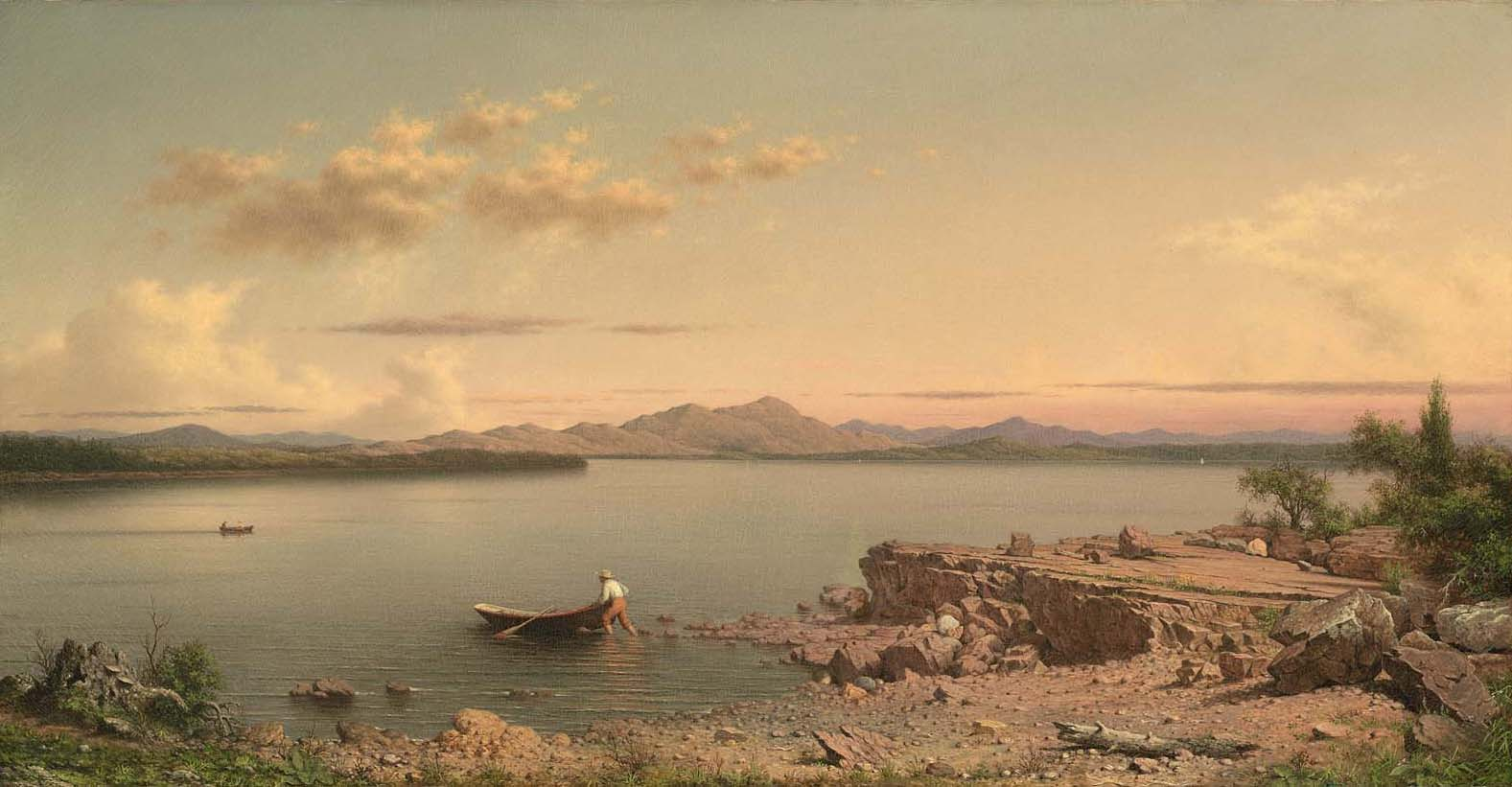
조지 호수, 1862년, 마틴 존슨 히드작

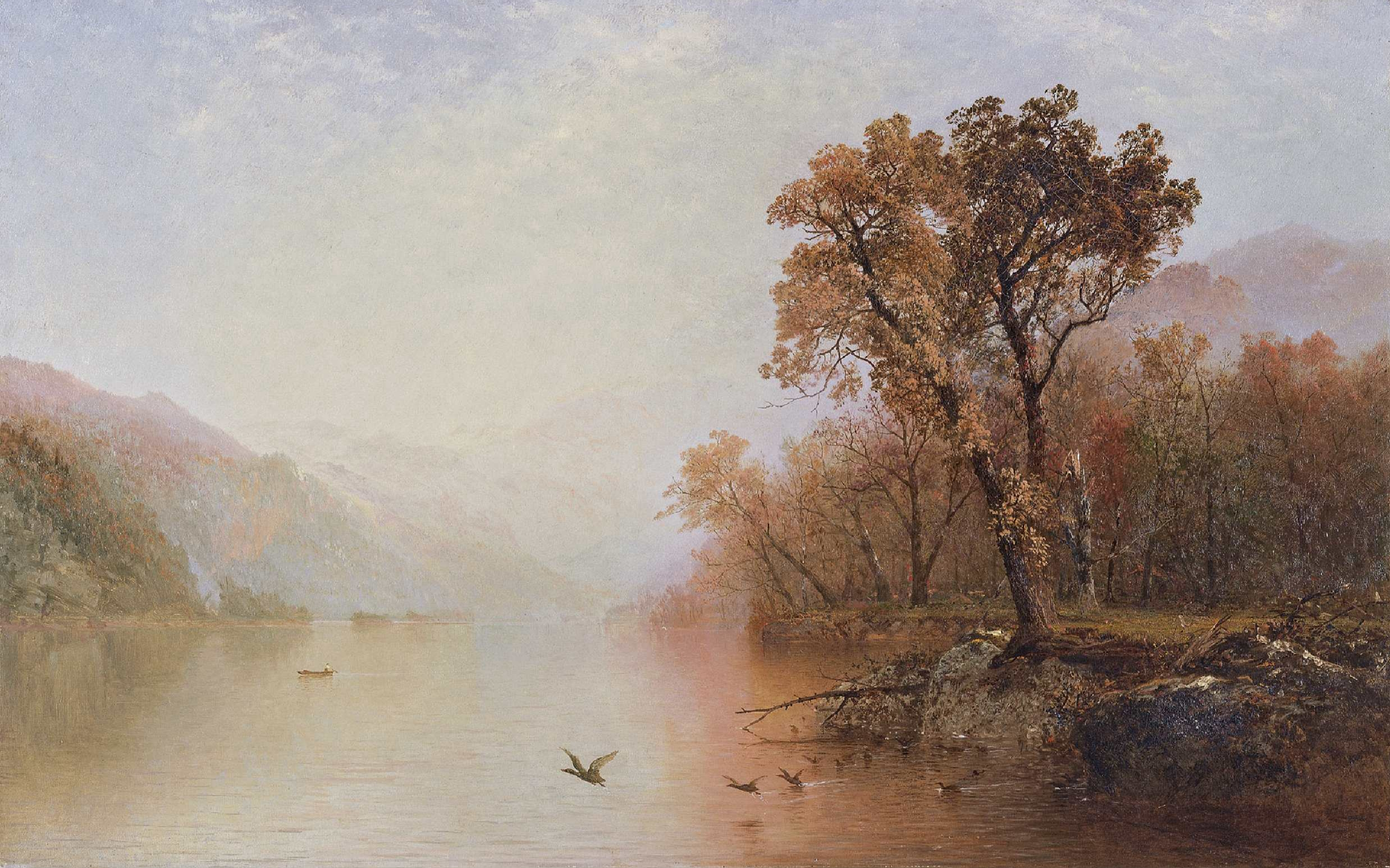
조지 호수, 1860년경, 존 프레데릭 켄켓 작. Museo Thyssen-Bornemisza.

조지 호수(Lake George)는 미국 뉴욕주에 있는 호수이다. 조지 호수에서 라슈트 강이 흘러, 북쪽 샹플레인 호수에 따른다. 그동안 많은 폭포와 급류가 발생하며, 4km의 흐름에서 약 50m 내려간다. 호수 남단에는 레이크 조지가 있고, 북단에 타이컨더로가 요새가 있다.
유럽에서 이곳을 먼저 방문한 것은 사무엘 드 샹플랭이었으며, 그가 이 호수를 명명했다. 1646년, 선교사의 아이작 조그즈가 ‘뒤 상 세크레멘트 호수’라고 불렀다. 프렌치 인디언 전쟁 중인 1755년 8월 28일, 윌리엄 존슨이 영국 식민지군을 이끌고 이곳을 점령하러 왔다. 그리고 그가 이름을 조지 호수라고 고쳤다.